# George Joulwan
George Alfred Joulwan (né le 16 novembre 1939 à Pottsville en Pennsylvanie) est un général américain d'origine libanaise aujourd'hui retraité et homme d'affaires. Il a notamment dirigé le United States Southern Command.